# Vietnam TV

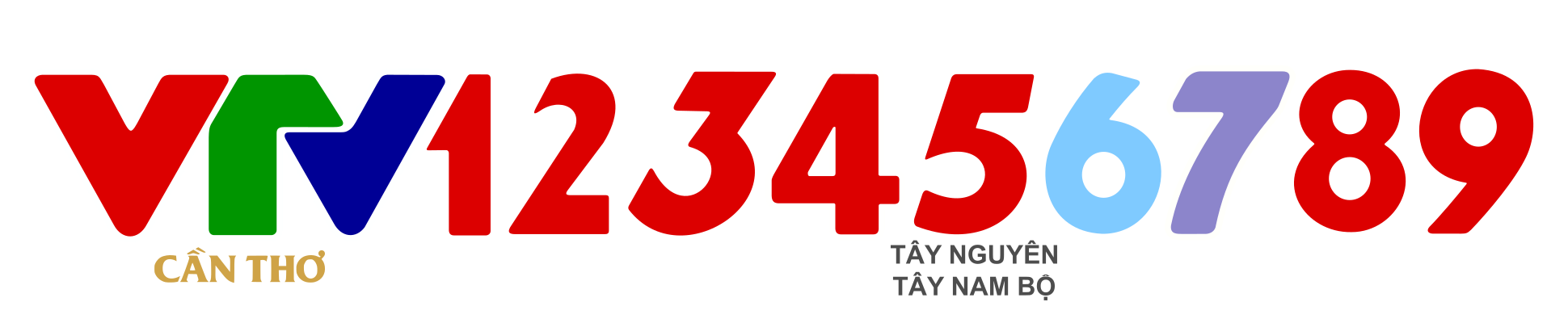
Logo von Vietnam Television (VTV)

Vietnam Television (vietnamesisch: Đài Truyền Hình Việt Nam, VTV) ist eine vietnamesische staatliche Fernsehgesellschaft. Es werden sechs landesweiten Fernsehsender VTV1 bis VTV6 betrieben. Das Programm wird in vietnamesischer und französischer Sprache ausgestrahlt. VTV4 wird teilweise in englischer Sprache gesendet. In der Sozialistischen Republik Vietnam werden sämtliche Inhalte des staatlichen Rundfunks von der KP Vietnams kontrolliert und gegebenenfalls zensiert.

## Geschichte
In Südvietnam wurden die ersten Fernsehsendungen in den 1960er Jahren ausgestrahlt, als die USA in Sàigòn zwei Fernsehsender in vietnamesischer und englischer Sprache gründeten. Im kommunistischen Norden wurde die erste Sendung am 7. September 1970 ausgestrahlt, der Fernsehsender war zunächst eine Abteilung des Radio-Senders Voice of Vietnam. Nach dem Ende des Vietnam-Krieges im Jahre 1975 wurden die ehemals von den Amerikanern betriebenen Fernsehsendern mit dem nordvietnamesischen Fernsehen vereinigt und zu landesweiten Programmen ausgebaut, 1976 spaltete sich der Fernsehsender von Voice of Vietnam ab.
1978 wurde das Farbfernsehen eingeführt. Am 30. April 1987 wurde der Name Vietnam Television offiziell eingeführt. Am 1. Januar 1990 startete mit VTV2 der zweite Fernsehsender, es folgten VTV3 (Sendestart am 31. März 1996), VTV4 (Sendestart am 27. April 2000), VTV5 (Sendestart war der 10. Februar 2002). Am 27. April 2007 nahm mit VTV6 der sechste Sender seinen Betrieb auf. Die regionalen Sendungszentren befinden sich in Ho-Chi-Minh-Stadt, Huế, Nha Trang, Cần Thơ, Vinh und Tam Đảo. Das Programm wird durch ein Netz provinzieller und städtischer Fernsehstationen landesweit verbreitet.
VTV besitzt eine eigene Produktionsfirma für Filme und Serien. Der Anteil der vietnamesischen Produktionen am Gesamtprogramm beträgt jedoch nur 30 %, der Rest besteht aus importierten und ins Vietnamesische übersetzten Formaten. Die meisten Produktionen kommen aus Südkorea, Japan und China, aber auch aus Deutschland, wie beispielsweise die Serie Die Rettungsflieger.

## Verbreitung
VTV4 kann in Deutschland über die Satelliten Thaicom 5 und Intelsat 907 empfangen werden und wird auch von einigen Kabelnetzbetreibern angeboten. 